# Funk (Nebraska)
Funk és una població dels Estats Units a l'estat de Nebraska. Segons el cens del 2000 tenia 204 habitants.

## Demografia
Segons el cens del 2000, Funk tenia 204 habitants, 77 habitatges, i 65 famílies. La densitat de població era de 291,7 habitants per km².
Dels 77 habitatges en un 37,7% hi vivien nens de menys de 18 anys, en un 74% hi vivien parelles casades, en un 10,4% dones solteres, i en un 14,3% no eren unitats familiars. En el 14,3% dels habitatges hi vivien persones soles el 7,8% de les quals corresponia a persones de 65 anys o més que vivien soles. El nombre mitjà de persones vivint en cada habitatge era de 2,65 i el nombre mitjà de persones que vivien en cada família era de 2,92.
Per edats la població es repartia de la següent manera: un 29,9% tenia menys de 18 anys, un 3,9% entre 18 i 24, un 22,5% entre 25 i 44, un 25% de 45 a 60 i un 18,6% 65 anys o més.
L'edat mediana era de 42 anys. Per cada 100 dones de 18 o més anys hi havia 88,2 homes.
La renda mediana per habitatge era de 36.250 $ i la renda mediana per família de 43.333 $. Els homes tenien una renda mediana de 22.292 $ mentre que les dones 20.833 $. La renda per capita de la població era de 15.658 $. Aproximadament el 7,1% de les famílies i el 15,3% de la població estaven per davall del llindar de pobresa.

## Poblacions més properes
El següent diagrama mostra les poblacions més properes.